# Acacia filicifolia
Acacia filicifolia é uma espécie de leguminosa do gênero Acacia, pertencente à família Fabaceae.